# Michelle Burke
Michelle Burke, nata Michelle Gray (Ohio, 30 novembre 1970), è un'attrice statunitense.

## Biografia
È conosciuta soprattutto per aver interpretato Jodi Kramer nel film di Richard Linklater del 1993 La vita è un sogno e, nello stesso anno, Connie Conehead nel film Teste di cono. L'anno successivo è apparsa in Major League - La rivincita. Nelle apparizioni dopo il 1997, viene spesso accreditata come Michelle Rene Thomas o Michelle Thomas.

### Vita privata
Michelle è sposata con Scott Thomas, membro di un gruppo musicale di nome Ringside, e i due hanno tre figli.

## Filmografia

### Cinema
- Teste di cono (Coneheads), regia di Steve Barron (1993)
- La vita è un sogno (Dazed and Confused), regia di Richard Linklater (1993)
- Major League - La rivincita (Major League II), regia di David S. Ward (1994)
- Caged Hearts, regia di Henri Charr (1996)
- Telling You, regia di Rob DeFranco (1998)
- LOL - Pazza del mio migliore amico (LOL), regia di Lisa Azuelos (2012)

### Televisione
- Parker Lewis – serie TV, episodio 3x16 (1993)
- I racconti della cripta (Tales from the Crypt) – serie TV, episodio 6x04 (1994)
- Un detective in corsia (Diagnosis: Murder) – serie TV, episodi 2x22-8x11 (1995-2001)
- Conseguenze pericolose (The Last Word), regia di Tony Spiridakis (1995)
- Intrigo a San Pietroburgo (Midnight in Saint Petersburg), regia di Douglas Jackson – film TV (1996)
- I viaggiatori (Sliders) – serie TV, episodio 3x07 (1996)
- L'ultimo padrino (The Last Don), regia di Graeme Clifford – miniserie TV (1997)
- The Notorious 7, regia di Denney Pierce – film TV (1997)
- Scattering Dad, regia di Joan Tewkesbury – film TV (1998)
- L'ultimo padrino 2 (The Last Don II), regia di Graeme Clifford – miniserie TV (1998)
- Little Men – serie TV, 26 episodi (1998-1999)
- Mysterious Ways – serie TV, episodio 1x19 (2001)
- The Division – serie TV, episodio 2x08 (2002)
- Criminal Minds: Suspect Behavior – serie TV, episodio 1x04 (2011)

## Doppiatrici italiane
Nelle versioni in italiano delle opere in cui ha recitato, Michelle Burke è stata doppiata da:
- Maria Teresa Letizia ne La vita è un sogno
- Beatrice Margiotti in Criminal Minds: Suspect Behavior
- Antonella Rinaldi in LOL - Pazza del mio migliore amico